# Artemisa (tỉnh)
Tỉnh Artemisa là một trong 2 tỉnh mới của Cuba, được thành lập vào 1/8/2010 với việc phân chia Tỉnh La Habana.. Lưu ý tỉnh La Habana không bao gồm La Habana
Artemisalà thành phố lớn nhất và là một khu tự quản của tỉnh Habana cũ. Tỉnh được thành lập trên cơ sở 8 khu tự quản phía tây của tỉnh La Habana, và 3 khu tự quản cự đông của tỉnh láng giềng Pinar del Río (Bahía Honda, Candelaria và San Cristóbal). Thủ phủ và thành phố lớn nhất của tỉnh là Artemisa (44.000 người). Tỉnh hiện chỉ lớn hơn thủ đô La Habana và Mayabeque nhưng lại là tỉnh đông dân nhất nước, chỉ sau 2 thành phố Trung ương là La Habana và Santiago de Cuba

## Khu tự quản

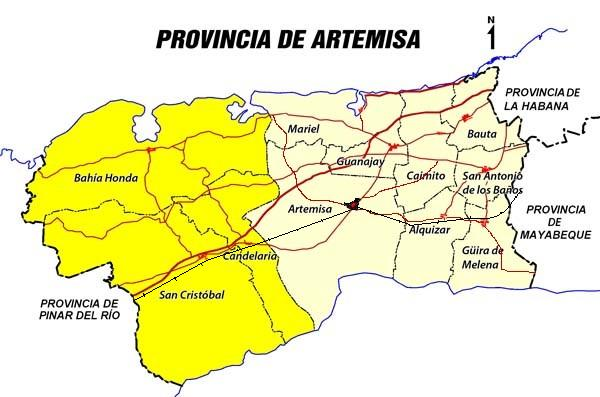
Bản đồ tỉnh Artemisa. phần vàng đậm là các khu tự quản trước thuộc về tỉnh Pinar del Río

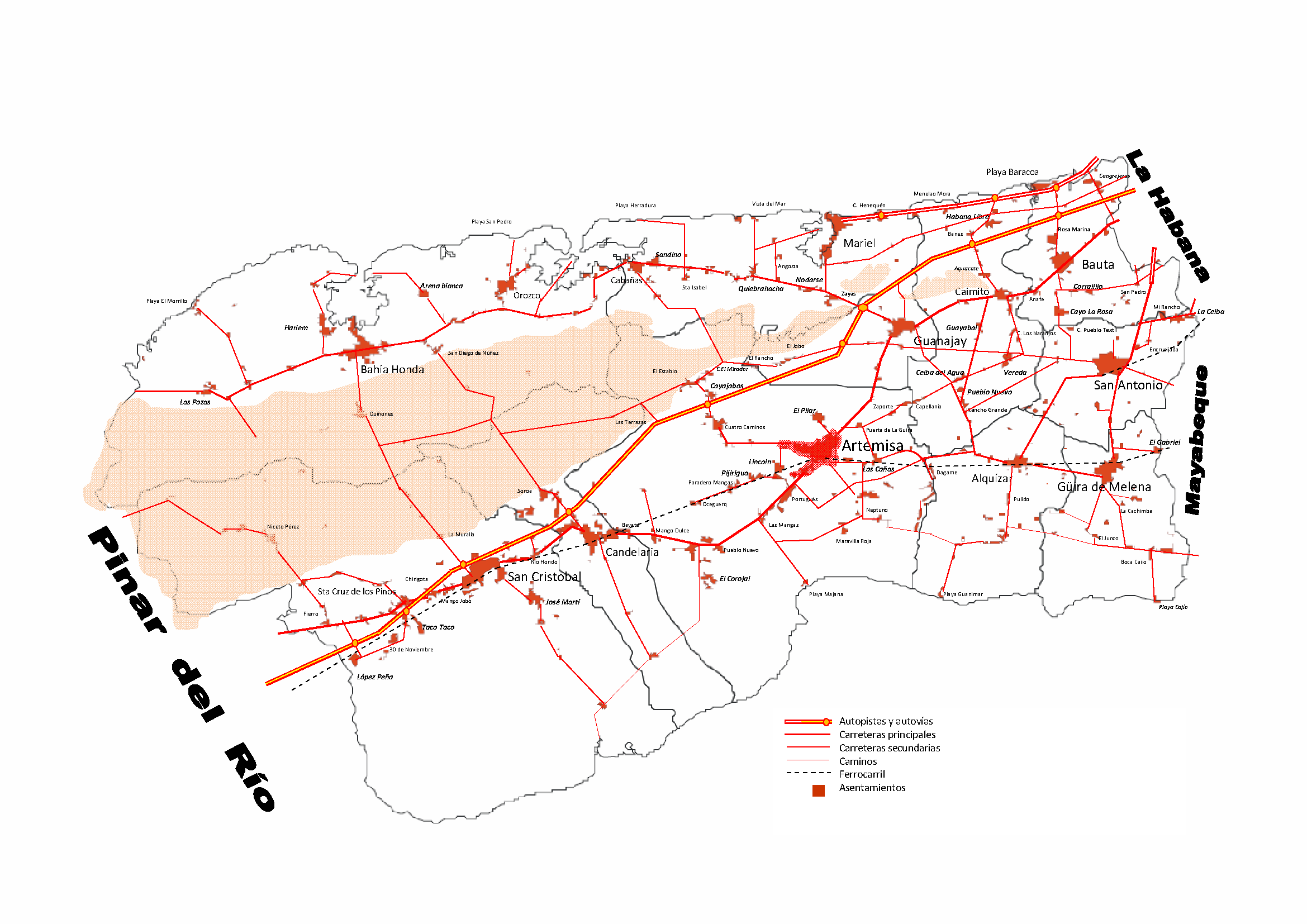
Bản đồ giao thông của tỉnh Artemisa

| Khu tự quản              | Diện tích (km²) | Dân số  |
| ------------------------ | --------------- | ------- |
| Mariel                   | 270,85          | 44,786  |
| Guanajay                 | 110,26          | 28.750  |
| Caimito                  | 239,4           | 39.304  |
| Bauta                    | 155,13          | 48.024  |
| San Antonio de los Baños | 126,37          | 49.942  |
| Güira de Melena          | 199,22          | 39.821  |
| Alquízar                 | 194,36          | 32.501  |
| Artemisa                 | 688,7           | 82.917  |
| Bahía Honda              | 784,14          | 45.124  |
| Candelaria               | 301,42          | 20.283  |
| San Cristóbal            | 934,4           | 70.940  |
| Total                    | 4.004,27        | 502.392 |